# Leuropharus lasiops
Leuropharus lasiops är en fiskart som beskrevs av Richard H. Rosenblatt och Mccosker, 1970. Leuropharus lasiops ingår i släktet Leuropharus och familjen Ophichthidae. IUCN kategoriserar arten globalt som otillräckligt studerad. Inga underarter finns listade i Catalogue of Life.